# Aureola (fysik)
Aureola är en svagt lysande rödaktig ljusmantel, som vid en elektrisk urladdning omger den skarpt lysande delen av den elektriska gnistan. Aureola förekommer även i en elektrisk ljusbåge.